# 山口青邨
山口 青邨（やまぐち せいそん、1892年〈明治25年〉5月10日 - 1988年〈昭和63年〉12月15日）は、日本の俳人・鉱山学者。岩手県出身。東京大学名誉教授。
本名は吉郎（きちろう）。初号は泥邨。高浜虚子に俳句を師事、工学博士として東京大学に勤めながら俳誌「夏草」を主宰した。

## 経歴
岩手県盛岡市出身。父は士族の家柄。5歳のときに母が死去し、母方の叔父笹間夫妻の元で育った。岩手県立盛岡中学校卒業、1910年、第二高等学校入学。野球部でキャプテンを務めた。1916年、東京帝国大学工科大学採鉱科卒業。古河鉱業に入社。1918年、退社し農商務省技師として鉱山省に勤務。19年にはシベリア炭鉱を調査した。1921年、東京大学工学部助教授。1922年結婚。1927年から1929年までベルリンに留学。1929年、東京大学工学部教授。1953年、東大教授を定年退職し名誉教授。東大教授を定年退職して後は、公職につかず、毎日俳壇など各種の新聞・雑誌で選者を務めた。
二高時代にドイツ語教授の登張竹風から文学上の影響を受ける。1920年に石原純、山中登らと、文芸誌「玄土」を創刊、シュトルムの「湖」を日本で初めて訳し、「蜜蜂の湖」の題で発表した。1922年より高浜虚子に師事。「山会」に参加し、はじめは写生文の書き手として頭角を現した。また同年に水原秋桜子、山口誓子、富安風生、高野素十らと東大俳句会を結成。1923年、「芸術運動」発刊。「ホトトギス」の僚誌「破魔弓」にも参加し、同誌が1928年7月号から改題により「馬酔木」となった際には、水原秋桜子らとともに同人のひとりであった。
1928年、ホトトギスの講演会で「どこか実のある話」と題する講演。この中で「東に秋素の二Sあり！ 西に青誓の二Sあり！」と語ったことで、水原秋桜子、高野素十、阿波野青畝、山口誓子の四人が「ホトトギス」の「四S」として知られるようになる。当時虚子・素十と秋桜子との対立が始まったことを慮っての発言であったが、間もなく秋桜子と誓子は「ホトトギス」を離れていくことになった。
1929年、「ホトトギス」同人。以後終生「ホトトギス」の同人であった。1930年、盛岡市で「夏草」を創刊、選者ののち主宰。「夏草」ではのち古舘曹人、深見けん二、小原啄葉、有馬朗人、斎藤夏風、黒田杏子などが育つ。また写生文の掲載も特徴であった。1931年、東京・杉並区和田本町に転居。多くの植物を愛で、のちにみずから「雑草園」と称し句集の題にも取った。1934年、東大ホトトギス会を興し学生を指導。
1988年死去。没後、蔵書は日本現代詩歌文学館に収蔵された。また長く住んだ「雑草園」の住居部分「三艸書屋」も同館の別館として移築・保存されている。墓所は、岩手県盛岡市の東禅寺。

## 作品
- みちのくの町はいぶせき氷柱かな
- 祖母山も傾山も夕立かな
- たんぽぽや長江濁るとこしなへ
- 銀杏散るまつただ中に法科あり
- 外套の裏は緋なりき明治の雪

などが代表句として知られる。66年間の句行で『雑草園』『雪国』『露團々』『花宰相』など13句集を刊行、収録数は合わせて1万句を超える。幼児より親しんだ漢詩文の影響が強く、句風は典雅・高潔。科学者としての目も生かした写生・観察に加え、省略や象徴、季語の活用によって複雑なものを単純化することを目指した。
また東北の故郷を愛し「みちのく」として詠んだ。ことに第一句集、第二句集にみちのくの風土を詠んだ句が多い。上掲「みちのくの」の句は1929年に「ホトトギス」初巻頭を取ったときの句で、青邨の「みちのく」句の嚆矢となった句である。山本健吉はまたこの句が「俳人の「みちのく」流行の発端をなしたものと思う」としている。「祖母山も」は1933年作で、大分県の尾平鉱山を訪れた際に作った馬上吟であったという。
青邨は海外詠の先駆者でもあり、ベルリン留学の際に多くの海外詠を試みている。「たんぽぽや」の句は留学の帰途に上海で作ったもので、「ホトトギス」巻頭をとり当時の俳壇に衝撃を与えた。
写生文・随筆の書き手としても知られた。随筆集に、『堀之内雑記』『草庵春秋』などがある。

## 著書
『山口青邨季題別全句集』（夏草会、1999年）による。

### 句集
- 『雑草園』（龍星閣、1934年）
- 『雪國』（龍星閣、1942年）
- 『花宰相』（龍星閣、1950年）
- 『庭にて』（龍星閣、1955年）
- 『冬青空』（近藤書店、1957年）
- 『乾燥花』（竹頭社、1968年）
- 『粗餐』（夏草発行所、1973年）
- 『薔薇窓』（中央公論美術出版、1977年）
- 『不老』（夏草発行所、1977年）
- 『繚亂』（夏草発行所、1981年）
- 『寒竹風松』（夏草発行所、1984年）
- 『日は永し』（夏草会、1992年）
- 『山口青邨季題別全句集』（夏草会、1999年）

### 自句自解
- 『山雨海風』（夏草会、1951年）
- 『自選自解山口青邨句集』（白鳳社、1970年）
- 『自註現代俳句シリーズ　第一期　山口青邨集』（俳人協会、1979年）

## 親族
- 妻・イソ（1902年生） - 及川古志郎の妹、大島高任の孫[7]
- 子・山口梅太郎 - 東京大学名誉教授（鉱物学）、日本鉱業会会長[7][8]
- 他に、一男二女がいる。

## 句碑
- 山口青邨句碑（盛岡市中央公民館）[9]